# Blue (film, 2018)
Pour les articles homonymes, voir Blue.
Pour plus de détails, voir Fiche technique et Distribution.
Blue (Dolphin Reef) est un documentaire américain réalisé par Keith Scholey et Alastair Fothergill pour le label Disneynature, sorti au cinéma le 28 mars 2018 en France et sur le service Disney+ le 3 avril 2020 dans le reste du monde.
Selon le Parisien, « Cette plongée au cœur de l'océan nous fait voyager de par ses images époustouflantes accompagnées de musiques envoûtantes réalisées par Steven Price. »

## Synopsis
L'océan recouvre plus de 70 % de la Terre et lui donne sa couleur et son surnom : la planète bleue. Nous découvrons ces merveilleux fonds sous-marins accompagnés d'un jeune dauphin surnommé Blue qui nous guide au cœur du monde aquatique et nous fait découvrir des créatures étranges, merveilleuses, fantastiques évoluant dans un équilibre fragile. L'espèce du dauphin est fortement mis en avant en montrant notamment le lien fort qui existe entre une mère et son petit. La baleine à bosse ainsi que les différentes barrières de corail sont également des éléments essentiels du film.

## Musique
La musique est réalisée par le compositeur Steven Price. Cette dernière est l'élément essentiel du film. L'artiste arrive à faire passer à travers sa musique différentes émotions[réf. nécessaire], que ce soit pour exprimer des moments de tendresse ou des moments intenses. Cette dernière apporte ainsi la beauté du film.[Interprétation personnelle ?]

## Objectifs, sensibilisations du documentaire
Ce documentaire met en garde sur la menace qui pèse sur l'équilibre fragile qui régit ces espèces et en particulier celles vivant en symbiose autour des récifs coralliens, qui abritent à eux seuls le tiers des espèces océaniques. Il est important de prendre conscience que cette biodiversité est fortement menacée par les Hommes (pollution, surpêche, tourisme, réchauffement climatique) et se doit d'être protégée.

## Fiche Technique
- Titre français : Blue
- Titre original : Dolphin Reef
- Réalisation : Keith Scholey et Alastair Fothergill
- Musique : Steven Price
- Société de distribution : Disneynature
- Producteur : Keith Scholey
- Genre : documentaire
- Langue : anglais
- Format : couleur
- Durée : 78 minutes
- Date de sortie : 
  -  France : 28 mars 2018 au cinéma
  -  : 3 avril 2020 sur Disney+

## Distribution
Narration des versions étrangères :
- français : Cécile de France
- anglais : Natalie Portman